# George Lyon
George Lyon (n. 27 iulie 1858, Richmond Hill⁠(d), Ontario, Canada – d. 11 mai 1938, Toronto, Ontario, Canada) a fost un jucător de cricket ce a reprezentat Canada, medaliat olimpic. A participat la o ediție a Jocurilor Olimpice (1904) în care a câștigat o medalie de aur.

## Participări
Lista de mai jos prezintă principalele competiții la care a participat George Lyon de-a lungul carierei.
- golf at the 1904 Summer Olympics – men's individual[*]